# Yushi Soda
Yushi Soda (曽田 雄志 Soda Yushi?), född 5 juli 1978 i Hokkaido prefektur, är en japansk före detta fotbollsspelare.
Soda började sin karriär 2001 i Consadole Sapporo. Han spelade 232 ligamatcher för klubben. Han avslutade karriären 2009.